# Фосфоресцентні фарби
Фосфоресцентні фарби (світні́ фарби) — фарби на основі люмінофора — фосфоресцентного пігменту, здатного накопичувати світлову енергію з тривалим періодом післясвітіння — фотолюмінесценції.

## Опис
При денному світлі віддруковане фарбою зображення світиться одним або декількома кольорами: зеленим, жовтим, фіолетовим, блакитним, помаранчевим, синім, червоним, рожевим.
У темряві зображення або предмет, оброблений фосфоресцентною фарбою, починає віддавати накопичену протягом світлового дня (або штучного освітлення) енергію. В результаті можна отримати оригінальні малюнки або світлові предмети як в одиничних екземплярах, так і необхідними партіями. Фосфоресцентні фарби з успіхом використовуються в різних сферах виробництва декорованої продукції.

### Види фосфоресцентних фарб
Існують різні види фосфоресцентних фарб в залежності від матеріалу, на який передбачається нанесення, а саме:
- Фарби для металу призначені для будь-яких металевих поверхонь. Використовуються для створення оригінальних зображень на автомобілях, аерографії, для створення сяючих автомобільних дисків; в дизайні інтер'єру і зовнішньому оформленні фасадів тощо. Фірми-споживачі: СТО авто, архітектори, дизайнери інтер'єрів.
- Фарби для тканин. Користуються великим попитом у виробників рекламного текстилю, футболок та іншого одягу друкованим малюнком.
- Фосфоресцентна фарба для скла та глянцевих поверхонь. За допомогою фарби для скла AcmeLight можна створювати малюнки на склянках, фужерах і келихах, виготовляти неординарні зразки скляних виробів і авторську керамічну плитку.
- Рідина на водоемульсійній основі для живих квітів — можна отримати неповторний ефект світіння букетів.
- Фарба для виробів з дерева — створити декоративний предмет при фарбуванні парканів, хвірток, альтанок, віконних рам та інших виробів з дерева.
- Фарба для бетонних поверхонь для створення оригінальних світлових ефектів на бетонних предметах, натуральних або штучних каменях, при декоруванні облицювальної цегли, бруківки, бордюрів тощо.
- Фарба для друку на плівках шовкотрафаретним методом — виробництво фосфоресцентних наклейок, використання в рекламному бізнесі тощо.
- Фосфоресцентна фарба для нанесення на пластикові вироби, полістирол, поліпропілен, полікарбонат.

### Небезпека фосфоресцентних фарб для людини і навколишнього середовища
Відповідно до класифікації за ступенями небезпеки фосфоресцентні фарби відносяться до 4 класу.
Попри це, слід дотримуватись обережності при роботі з лакофарбною продукцією. Рекомендації:
1. При попаданні в легені пари: у разі дискомфорту звернутися за медичною допомогою, вийти на добре провітрюване місце зі свіжим повітрям.
2. Попадання в очі: промити очі під проточною водою не менше 15 хв. Якщо дискомфорт зберігається, звернутися за медичною допомогою.
3. При попаданні на шкіру ретельно промити водою з милом. У разі подразнення шкіри звернутися за медичною допомогою. При попаданні на одяг забруднений одяг випрати.
4. Проковтування: прополоскати рот і випити велику кількість води. Не викликати блювоту. Звернутися за медичною допомогою.

Особисті заходи безпеки при роботі з фосфоресцентними фарбами. При роботі з лакофарбовими матеріалами носити захисний одяг, а також рукавички з ПВХ, нітрильного каучуку.
Заходи з очищення: засипати піском, видалити в ємність, промити поверхню водою з миючим засобом.
Умови зберігання: зберігати в герметично закритій металевій ємності при температурі +5 — +20 °C. Допускається в процесі зберігання випадання невеликої кількості осаду. Звичайне перемішування відновлює первинний стан лакофарбових матеріалів. Термін зберігання відрізняються для різних видів фарби.

#### Індивідуальна гігієна
- Зберігати окремо від харчових продуктів, напоїв та кормів. Обов'язково мити руки перед перервами і при закінченні роботи. Уникати контакту з очима та шкірою.
- Респіраторний захист: у разі короткострокового звільнення фосфоресцентної фарби надіти респіратор, у разі інтенсивного довгострокового звільнення фарби включити витяжку і надіти респіратор.
- Захист рук: захист рукавичками. Після миття рук обробити їх кремом.
- Захист очей: захисні окуляри з боковими екранами.
- Захист тіла: захисний спецодяг.